# Castro del Río
Castro del Río là một thành phố tại tỉnh Córdoba, Tây Ban Nha. Theo điều tra dân số 2006 (INE), thành phố này có dân số là 8074 người.